# Sreća
Sreća – jedenasty album studyjny zespołu Hari Mata Hari. Został wydany przez wytwórnie płytowe Hayat production i City Records w 2009 roku. Pierwszy singiel z najnowszego albumu, zawierającego 12 kompozycji, "Ne mogu ti reći šta je tuga", nagrany w duecie z Niną Badrić zdobył główną nagrodę "Grand Prix" na 14. Chorwackim Radiowym Festiwalu w 2009 roku. Gościnnie wystąpili także Arsen Dedić, filharmonia zagrzebsko-lublańska oraz zagrzebski "Big Band". Spośród kompozycji z nowego albumu wyróżnić można jeszcze utwór Nedžada Murić "Stope da ti ljubim" i tradycyjną piosenkę "Jutros mi je ruža procvjetala".

## Tytuły piosenek
1. "Azra"
2. "Sreća (gitara)"
3. "Ljubav"
4. "Uplakanooka"
5. "Tvoje je samo to što daš"
6. "U znaku djevice"
7. "Ne mogu ti reći šta je tuga"
8. "Zaigra srce moje"
9. "Sve smo podijelili"
10. "Bomba"
11. "Stope da ti ljubim"
12. "Jutros mi je ruža procvjetala"

## Członkowie zespołu

### Hari Mata Hari
- Hajrudin Varešanović - wokal
- Izo Kolećić - perkusja
- Karlo Martinović - gitara solo
- Nihad Voloder - gitara basowa